# Abzu
Abzu (Apsu) − słowo mające w religii Sumerów wielorakie znaczenie:
- Ocean wody słodkiej. W Mezopotamii wierzono, że rzeki, jeziora, strumienie, źródła i studnie czerpią wodę z oceanu wody słodkiej, leżącego pod ziemią. Abzu było siedzibą Enkiego (Ea), jego żony Damgalnuny (Damkiny), jego matki Nammu, oraz pewnej liczby stworzeń jemu podporządkowanych (stworzenia Enkiego). Uważano, że Enki mieszkał w Abzu jeszcze przed stworzeniem człowieka. Poniżej Abzu był świat podziemny. W niektórych mitach aby dotrzeć do świata podziemnego trzeba było przekroczyć rzekę, która czasem była utożsamiana z Abzu.
- W babilońskim micie o stworzeniu świata, Abzu (Apsu) jest też imieniem ukochanego bogini Tiamat. Ea po zabiciu Apsu wznosi na jego ciele swą siedzibę. Syn Ea, Marduk, nazywany był „pierworodnym synem Apsu”, a świątynia Enkiego w Eridu nazywana była E-abzu, co znaczy „dom Abzu”.
- Abzu (apsu) nazywano także zbiornik świętej wody stojący na dziedzińcu świątyni.